# 이형진 (바둑 기사)
이형진(李炯珍, 1990년 9월 19일 ~ )은 대한민국의 바둑 기사이다.

## 약력
7세 때 바둑에 처음 입문했으며, 2002년 11월부터 한국기원 연구생으로 활동했다. 허장회 바둑도장에서 한종진 사범에게 바둑을 배웠다. 2009년 제122회 입단대회를 통해 입단하였다. 2010년 제54기 국수전 예선을 통과해 2단으로 승단했으며, 2011년 제3회 비씨카드배 통합예선에 통과했다. 2014년 4월, 3단으로 승단했고 2016년 제35회 KBS바둑왕전 본선에 진출했다. 2019년 5단을 거쳐 2021년 6단으로 승단했다.